# Mezinárodní letiště

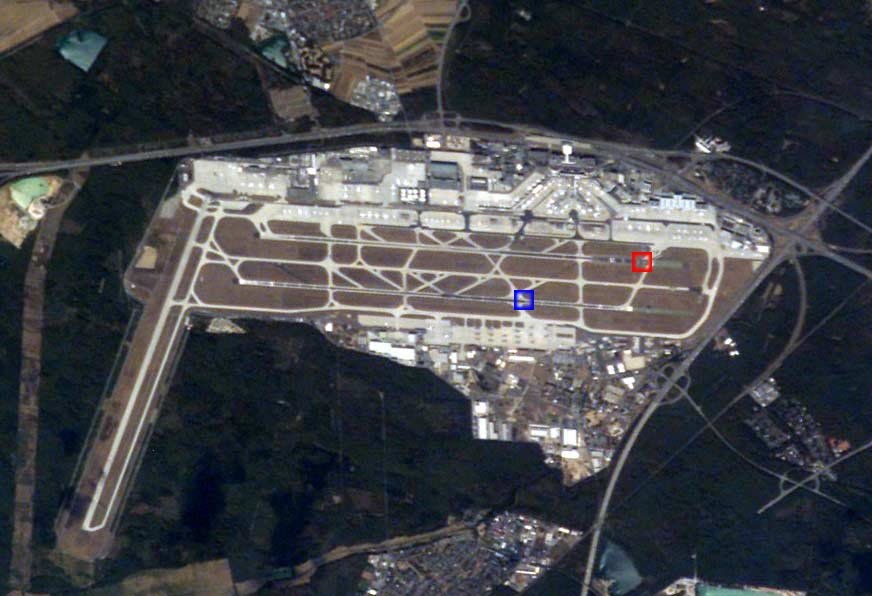
Letecký pohled na mezinárodní letiště Frankfurt nad Mohanem

Mezinárodní letiště je letiště, ve kterém je celní a imigrační zázemí pro cestující či zboží přepravované mezi různými státy. Mezinárodní letiště bývají větší než vnitrostátní, mají často delší vzletové a přistávací dráhy a poskytují více služeb, protože často musí odbavovat těžší letadla. Každé mezinárodní letiště má přiděleno svůj kód ICAO, ta s pravidelným provozem leteckých společností mají také kódy IATA. Může přijímat jak mezinárodní tak vnitrostátní lety.

## Česko

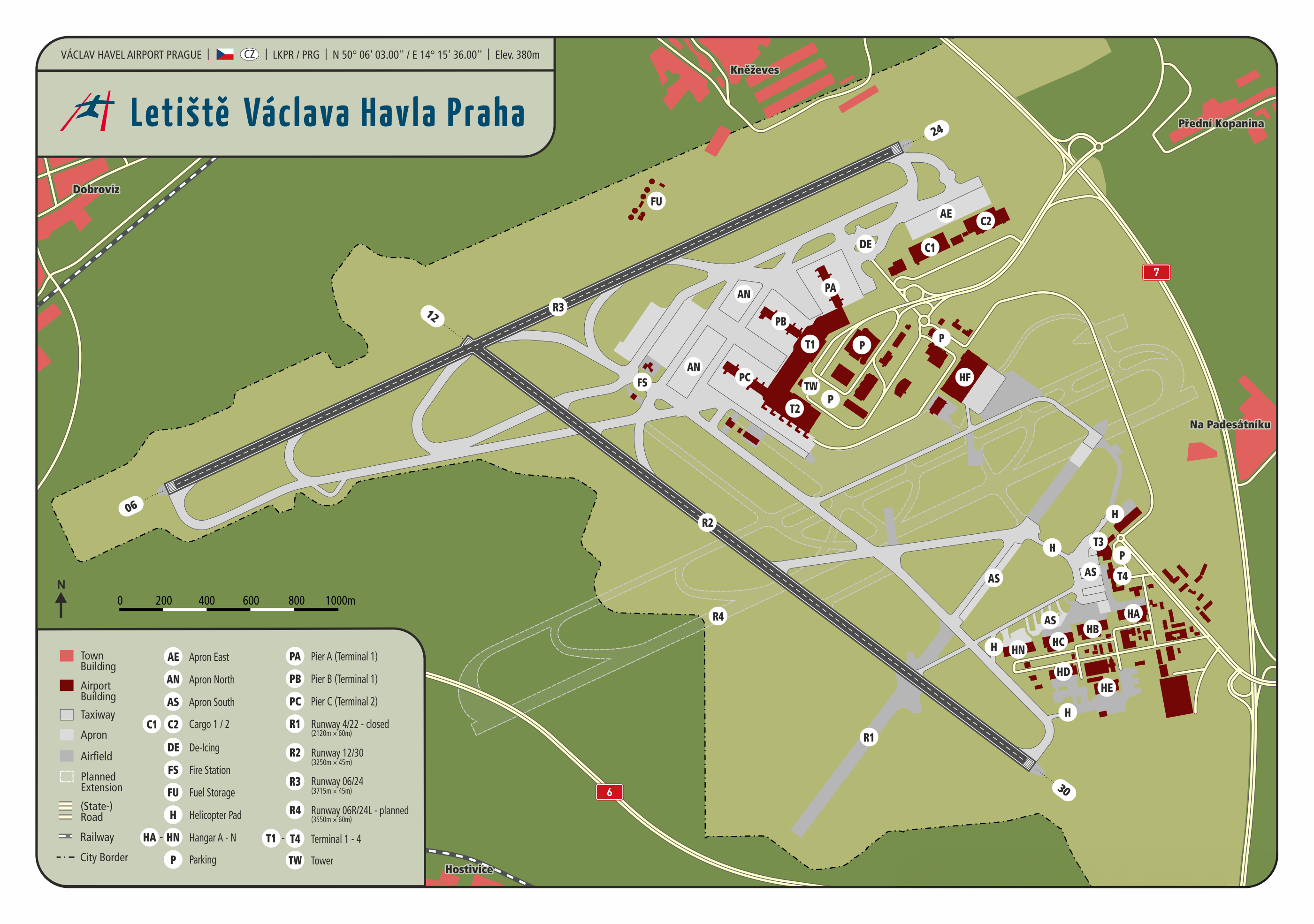
Plánek největšího českého letiště, mezinárodní Letiště Václava Havla, které v roce 2016 odbavilo 13 milionů cestujících

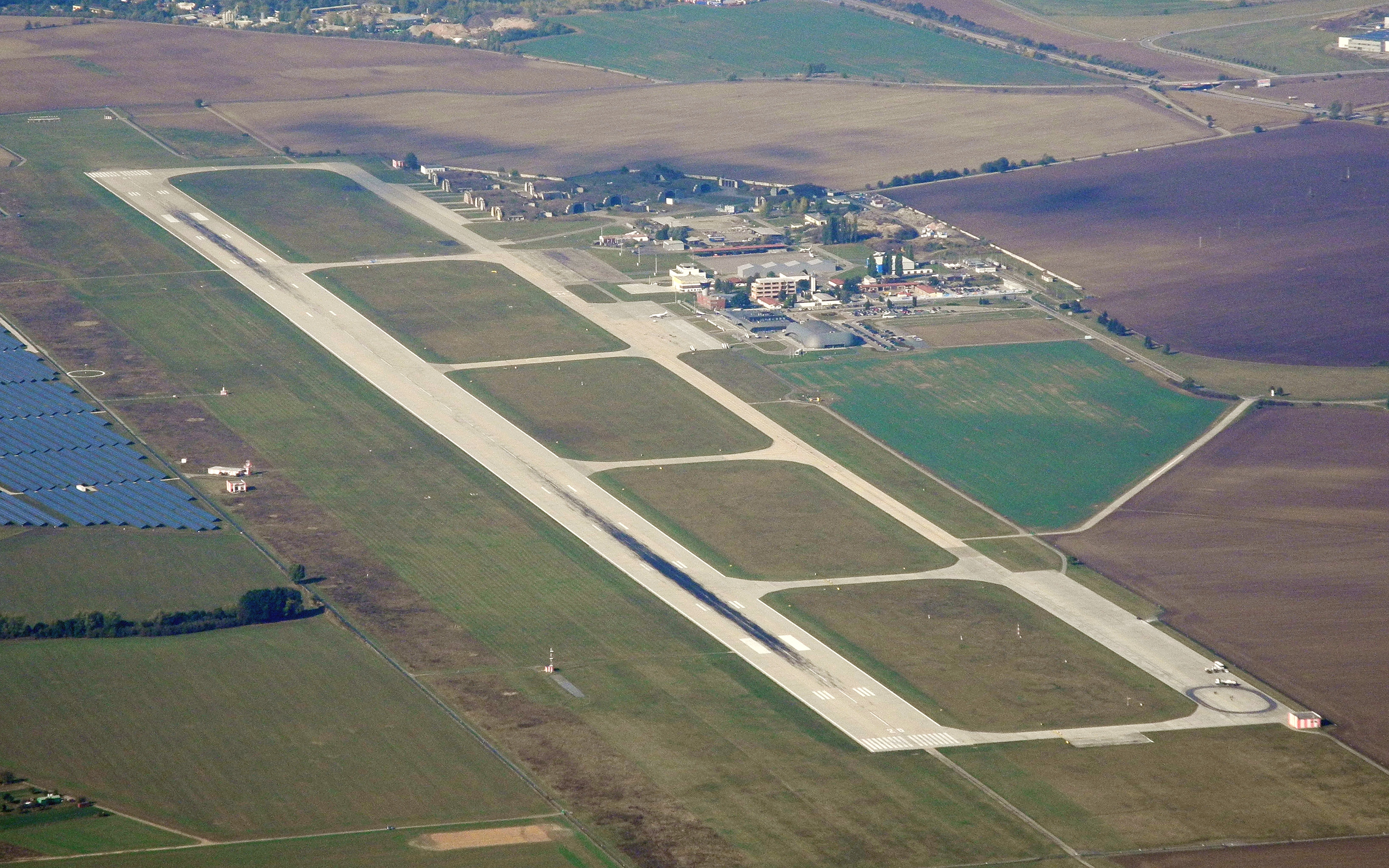
Letiště Brno-Tuřany, druhé největší mezinárodní letiště v Česku

Mezinárodní letiště jsou v České republice celní letiště, která jsou určená a vybavená k uskutečňování jak vnitrostátních letů (letů v rámci Česka) a vnitřních letů (letů v rámci Schengenského prostoru), tak i mezinárodních, tzv. vnějších letů (mimo Schengenský prostor). Slouží jako hraniční přechody a vykonávají se zde úkony týkající se celního, pasového a například zdravotnického konání. Tato letiště tak musí zajistit oddělení cestujících na mezinárodních letech od ostatních cestujících, vytvořit podmínky k provádění hraniční kontroly, zajistit místnost pro cizince, kterým byl odepřen vstup na území České republiky, případně též přijímací středisko podle zákona o azylu a policejní cely.
V roce 2023 se v Česku nacházelo 18 mezinárodních civilních letišť a 4 mezinárodní vojenská letiště. Veřejných mezinárodních letišť je pouze šest, pět z nich má pravidelný letecký provoz:
- Letiště Václava Havla Praha
- Letiště Brno-Tuřany
- Letiště Leoše Janáčka Ostrava
- Letiště Pardubice
- Letiště Karlovy Vary
- Letiště Mnichovo Hradiště (nepravidelný letecký provoz)

## Největší mezinárodní letiště
Následující přehled největších letišť vychází ze statistik vydaných organizací Airports Council International v roce 2023.
- Dle přepravených cestujících

1. Letiště Atlanta (93 699 630 osob)
2. Letiště Dallas (72 362 946 osob)
3. Letiště Denver (69 286 461 osob)
4. Letiště Chicago (68 340 619 osob)
5. Letiště Dubaj (66 069 981 osob)
6. Letiště Los Angeles (65 924 298 osob)
7. Letiště Istanbul (64 289 107 osob)
8. Letiště London Heathrow (61 614 230 osob)
9. Letiště Dillí (59 490 074)
10. Letiště Charlese de Gaulla (57 474 033 osob)
11. Letiště JFK, New York (55 287 711)
12. Letiště Las Vegas (52 694 312 osob)
13. Letiště Amsterdam-Schiphol (52 472 188 osob)

- Dle objemu nákladní dopravy

1. Letiště Hongkong (4 198 937 tun)
2. Letiště Memphis (4 042 679 tun)
3. Letiště Anchorage (3 462 874 tun)
4. Letiště Šanghaj Pchu-tung (3 117 216 tun)
5. Letiště Louisville (3 067 234 tun)
6. Letiště Inčchon (2 945 855 tun)
7. Letiště Tchaj-wan Tchao-jüan (2 538 768 tun)
8. Letiště Miami (2 499 837 tun)
9. Letiště Los Angeles (2 489 837 osob)
10. Letiště Narita (2 399 298 tun)
11. Letiště Dauhá Hamad (2 321 920 tun)
12. Letiště Chicago (2 235 709 tun)
13. Letiště Frankfurt nad Mohanem (1 967 450 osob)

## Tranzitní prostor

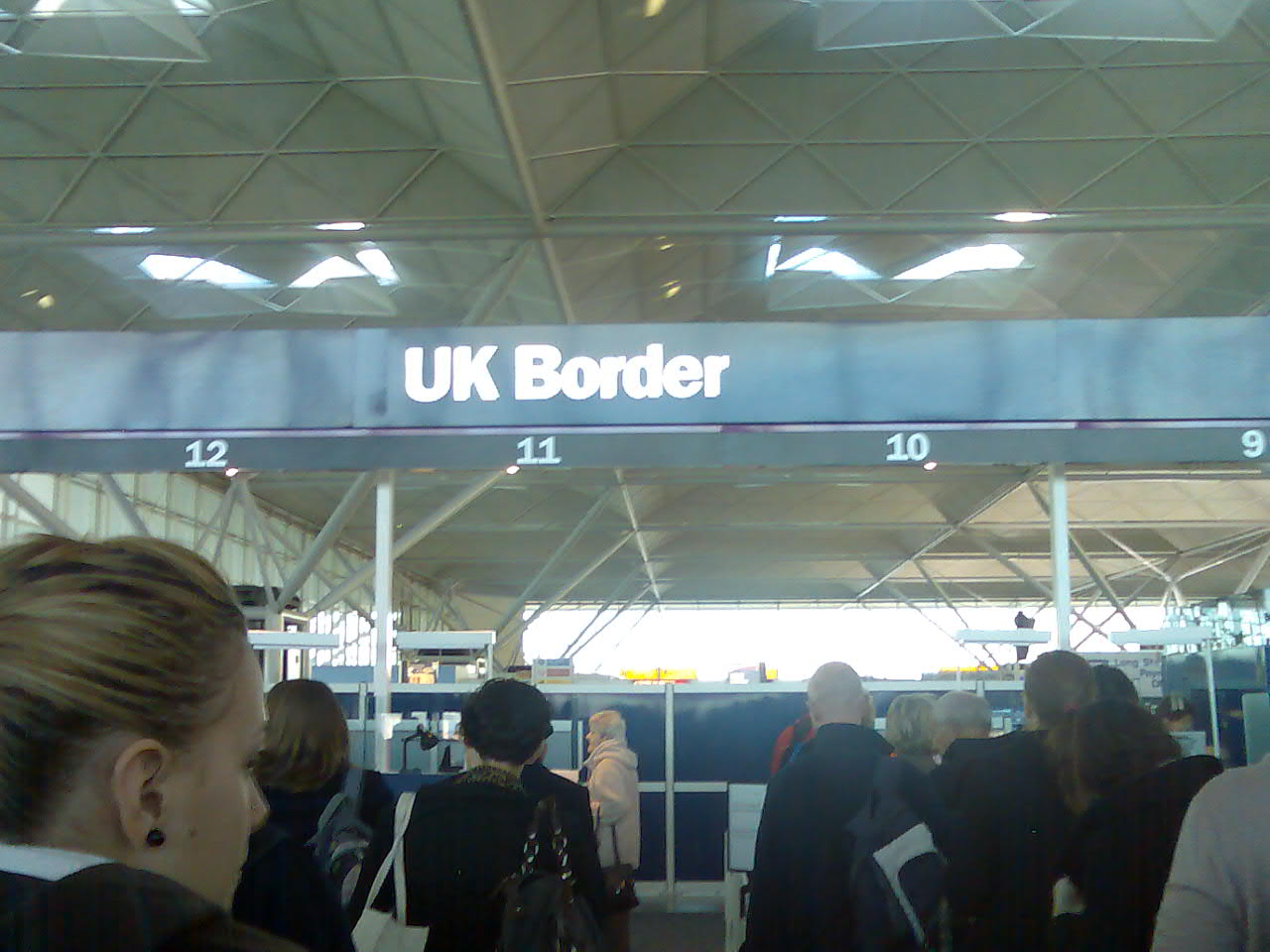
Stanoviště hraniční kontroly na výstupu z tranzitního prostoru mezinárodního letiště Londýn-Stansted

Tranzitní prostor mezinárodního letiště (v ČR je též používán pojem "neschengenská zóna letiště", letecký předpis L-9 používá pojem "přímá tranzitní oblast") je prostor na mezinárodním letišti určený pro pobyt a pohyb cestujících na mezinárodních letech po provedení výstupní hraniční kontroly (tj. před odletem), před provedením vstupní hraniční kontroly (tj. po příletu) a rovněž cestujících, kteří hraniční kontrolou vůbec neprocházejí (tj. při přestupu). Tato zóna musí být oddělena od ostatních prostor letiště stavební nebo konstrukční překážkou, která brání neoprávněnému proniknutí osob nebo předání předmětů, cestující v této zóně musí mít neustále u sebe platný cestovní doklad. Z hlediska některých zákonů, soudních rozhodnutí a mezinárodních zvyklostí zde nastává právní fikce, že osoby v tranzitním prostoru se nachází mimo státní území dané země, avšak odborníci (například Antonio Remiros Brotons z Autonomní madridské univerzity nebo James C. Hathaway z Michiganské univerzity) se shodují na tom, že se nejedná o exteritoriální území ani zemi nikoho, a daný stát má nad touto zónou plnou svrchovanost. Jsou zde umístěny některé podniky a instituce, zejména bezcelní obchody, letištní salónky, směnárny a azylová střediska. 
Někteří lidé strávili z různých právních či administrativních důvodů v tranzitním prostoru delší dobu, než je obvyklé. Například Íránec Mehran Karimi Nasseri strávil v tranzitním prostoru letiště Charlese de Gaulla 18 let. Přiletěl roku 1988 ale z důvodu ztráty dokladů nemohl vstoupit na území Francie, ani se vrátit do Íránu a na letišti tak zůstal až do roku 2006. Jeho příběh byl inspirací pro film Terminál.  Američan Edward Snowden strávil v roce 2013 v tranzitním prostoru moskevského letiště 5 týdnů. Do Moskvy přiletěl 23. června z Hongkongu, následně mu byl z důvodu obvinění ze špionáže zneplatněn cestovní pas a na letišti tak setrval až do 1. srpna, kdy mu byl ruskými úřady udělen azyl.